# Lyctocoris nidicola
Lyctocoris nidicola är en insektsart som beskrevs av Wagner 1955. Lyctocoris nidicola ingår i släktet Lyctocoris och familjen näbbskinnbaggar. Inga underarter finns listade i Catalogue of Life.